# アレクサンドラ・ペトロビッチ
アレクサンドラ・ペトロビッチ（Aleksandra Petrović、1987年7月1日 - ）は、セルビアの女子バレーボール選手。ポジションはミドルブロッカー。元セルビア代表。

## 来歴
2003年に地元のクラブチームであるJedinstvo Užiceに入団し、プロとしてのキャリアをスタートさせる。2005年にジュニアのセルビア・モンテネグロ代表として世界ジュニア選手権に出場し、銀メダルを獲得した。
2007年、セルビア代表に初選出される。同年のモントルーバレーマスターズに出場した。2007-08シーズンよりPostar 064 Belgradeに加入し、在籍した2シーズンは国内リーグ制覇を果たす。2009年、ヨーロッパリーグで金メダルを獲得し、自身もベストスパイカー賞を受賞した。2009-10シーズンからスイスリーグの名門VBCチューリッヒに移籍した。3シーズン在籍し、スイスリーグ、スイスカップなどでタイトルを得た。
2012年、トルコリーグの強豪エジザージュバシュに移籍した。その後、ルーマニア、チェコのクラブチームを経て、アゼルバイジャンリーグのラビタ・バクーでプレーした。

## 球歴
- ヨーロッパリーグ - 2009年

## 受賞歴
- 2009年 ヨーロッパリーグ ベストスパイカー賞

## 所属クラブ
- Jedinstvo Užice（2003-2007年）
- Postar 064 Belgrade（2007-2009年）
- VBCチューリッヒ（2009-2012年）
- エジザージュバシュ（2012-2013年）
- CS Ştiinţa Bacău（2013-2014年）
- VK Královo Pole（2014-2015年）
- ŽOK Dinamo（2015-2016年）
- ラビタ・バクー（2016-2017年）
- ŽOK Ub（2018-2019年）
- LP Vampula（2019-2021年）